# Jesús Salmón
Jesús Julián Salmón Gutiérrez (Camargo, Cantabria; 1 de diciembre de 1974) es un jugador de bolo palma español. Durante los años que lleva jugando ha ganado 26 campeonatos individuales en distintas categorías y 32 en parejas. Ha sido primero en circuitos individuales en 23 ocasiones y 7 en parejas. Ha ganado 17 ligas de máxima categoría y 33 copas.

## Biografía
Despuntó en 1991, cuando se proclamó campeón de España y regional tanto en categoría sub-23 como juvenil. En sus inicios fue jugador de la peña "Marcos Maza", y después de la peña "El Tocinero" para después formar parte del equipo "Construcciones Rotella", que desapareció a finales de la década de los 90. También ha jugado en "Puertas Roper" para después incorporarse a su actual peña: Hermanos Borbolla Villa de Noja. En mayo del 2018 se confirma su fichaje por la Peña Bolística Peñacastillo Anievas Mayba, donde jugara a partir del 2019.
Tiene 14 de los 28 mejores registros en un concurso, siendo 168 su mejor registro. Posee 15 de los 24 mejores registros en tres concursos, siendo 463 su mejor marca. Tiene 4 de los 15 registros que han pasado de 700 bolos (máximo 710). Tiene el récord de parejas con 308 bolos, 13 de las 28 mejores marcas y 3 de las 4 con 300 bolos o más. La segunda marca en 4 concursos de parejas (1113) y en 5 concursos (1390) también es suya. 
Ha disputado 26 ligas ganando 17 con Rotella, Roper y Borbolla. Ha ganado 33 copas: 10 copas Presidente, 11 copas Federación (8 mejores de la liga), 4 copas APEBOL (equipos de máxima liga) y 8 supercopas (campeón liga contra campeón copa Presidente). Ha ganado el Torneo del Millón (sistema de copa) en 8 ocasiones y 2 veces finalista. Ha sido 19 veces internacional con Cantabria y 23 con España.

## Palmarés

### Individual
- Campeón de España 1ª: (5) 1993, 1997, 2001, 2005 y 2017.[1]
- Campeón Interautonómico 1ª: (1) 2012.
- Campeón regional 1ª: (7) 1994, 1999, 2002, 2005, 2010, 2012 y 2013.
- Subcampeón de España 1ª: (4) 1992, 2002,2006 y 2018.
- Subcampeón regional 1ª: (6) 1992, 1996, 2000, 2008, 2015 y 2018.

- 1º CINA 1º: (13) 1997, 1999, 2000, 2002, 2003, 2004, 2005, 2006, 2007, 2009, 2010, 2011 y 2013.
- 2º CINA 1º: (9) 1992, 1993, 1994, 1995, 1996, 2001, 2012, 2014 y 2016.
- 1º CIRE 1º: (15) 1992, 1993, 1994, 1995, 1999, 2000, 2001, 2002, 2003, 2005, 2006, 2008, 2010, 2012 y 2015.
- 2º CIRE 1º: (7) 1997, 2004, 2009, 2011, 2013, 2014 y 2016.

- Campeón Mundial: 1995 y 1999.
- Subcampeón Mundial: 1996.
- Campeón de España sub-23: 1993, 1994, 1995, y 1996.
- Subcampeón de España sub-23: 1992 y 1997.
- Campeón de España 2ª: 1991.
- Campeón regional 2º: 1991
- 1º CIRE 2º: 1991
- Campeón regional juvenil: 1991.
- Subcampeón de España juvenil: 1992.
- Subcampeón regional juvenil: 1992.
- Campeón España cadete: 1990.
- Subcampeón regional cadete: 1990.
- Campeón España infantil: 1988.
- Campeón regional infantil: 1988.
- Campeón regional alevín: 1987.

### Resumen
Es el jugador que más medallas ha logrado en campeonatos de España/interautonómico en distintas categorías con 39 preseas, empatado con Tete Rodríguez.
| Medallas Cto España-Interautonómico Salmón |                    |                                                         |                 |            |
| Primera individual                         | Primera individual | 6 (93-97-01-05-12int.-17)                               | 4 (92-02-06-18) | 2 (94 -07) |
| Primera parejas                            | Primera parejas    | 13 (96-01-04-05-06-08-09-10int.-11int.-12int.-14-15-17) | 4 (94-97-02-16) | 1 (98)     |
| Sub-23 Individual                          | Sub-23 Individual  | 4 (93-94-95-96)                                         | 2 (92-97)       | 0          |
| Segunda                                    | Segunda            | 1 (91)                                                  | 0               | 0          |
| Juvenil                                    | Juvenil            | 0                                                       | 1 (92)          | 0          |
| Cadete                                     | Cadete             | 1 (90)                                                  | 0               | 0          |
| Infantil                                   | Infantil           | 1 (88)                                                  | 0               | 0          |

### Parejas
- Campeón España 1ª: (10) 1996, 2001, 2004, 2005, 2006, 2008, 2009, 2014, 2015 y 2017.
- Campeón Interautonómico 1ª: (3) 2010, 2011 y 2012.
- Campeón regional 1º: (14) 1995, 1998, 2000, 2002, 2003, 2004, 2006, 2007, 2008, 2009, 2010, 2014, 2015, 2016 Y 2017.
- Subcampeón España 1ª: (5) 1994, 1997, 2002, 2016 y 2018.
- Subcampeón regional 1º: (7) 1994, 1996, 1997, 2001, 2005, 2013 y 2018.

- 1º CIRE 1º: (7) 2002, 2003, 2004. 2006, 2008, 2009 y 2014.
- 2º CIRE 1º: (2) 2009 y 2015.

- Campeón Mundial: 1995, 1996 y 1999.
- Campeón regional infantil: 1988.

### Peña
- Liga: (17): Rotella (4) 1992, 1995, 1996 y 1998. Puertas Roper (7) 1999, 2000, 2001, 2006, 2007, 2009 y 2010. Hnos. Borbolla (6) 2004, 2012, 2013, 2015, 2016 y 2017.
- Copa Presidente (10) Rotella (2) 1994 y 1996, Puertas Roper (6) 1999, 2000, 2006, 2007, 2008 y 2009, Hnos. Borbolla (2) 2004 y 2012.
- Copa federación española/copa Cantabria infinita (12) Rotella (3) 1994, 1996 y 1998. Puertas Roper  (4) 2001, 2007, 2008 y 2009. Hnos. Borbolla (5) 2003, 2004, 2011, 2014 y 2017,
- Copa Apebol (4) Puertas Roper (1) 2009. Hnos. Borbolla (3) 2011, 2013 y 2015.
- Supercopa (9) Puertas Roper (3) 2001, 2006 y 2007. Hnos. Borbolla (6) 2002, 2004, 2005, 2016, 2017 y 2018.

### Otros
- Torneo del Millón (16 primeros CIRE, eliminatorias formato copa) (8): 1993, 1994, 1995, 2005, 2009, 2010, 2016 y 2017.[2]
- Torneo de Maestros (8 primeros campeonato de España) (8): 2000, 2001, 2002, 2003, 2005, 2011. 2012 y 2014.
- La Patrona. Torrelavega: (9): 1994, 1998, 2005, 2008, 2009, 2010, 2011, 2012 y 2013
- Ciudad de Santander. Santander: (9): 1993, 2002, 2003, 2005, 2008 y 2014.
- San Mateo. Reinosa: (10) 1992, 1996, 2000, 2002, 2004, 2006, 2007, 2009, 2010 y 2016.
- El Carmen. Camargo: (7): 1993, 1998, 2001, 2002, 2008, 2010 y 2017.
- San Isidro. Madrid: (4): 2004, 2007, 2009 y 2015.
- San Cipriano. Panes: (10): 1994, 1997, 2000, 2006, 2008, 2009, 2012, 2014, 2015 y 2017.
- Miguel Purón, Noriega: (4): 1992, 1995, 1997 y 2002.
- Bahía de Cádiz. Puerto Santa María/Cádiz: (8): 1991, 1994, 2001, 2002, 2004, 2006, 2007 y 2012.
- Ciudad de Barcelona. Barcelona: (11): 1994, 1995, 1996, 1997, 1998, 2002, 2003, 2004, 2005, 2006 y 2008.
- La Cruz. Potes: (7): 1992, 1996, 2000, 2001, 2002, 2007 y 2008.
- San Juan, Los Corrales: (6): 2003, 2004, 2005, 2007, 2010 y 2015.
- San Lorenzo. Casar de Periedo: (5): 1995, 2001, 2008, 2011 y 2015.
- Virgen del Puerto. Santoña: (4): 1995, 1996, 2003 y 2007.

### Premios
- Medalla de Bronce al Mérito Deportivo.